# Slayer
Slayer (engl. ‚Mörder‘ oder ‚Schlächter‘) ist eine US-amerikanische Thrash-Metal-Band aus Huntington Park in Kalifornien. Sie bildet zusammen mit Metallica, Megadeth und Anthrax die „Big Four“ des Thrash Metal. Aufgrund ihrer Texte sorgte die Band regelmäßig für Kontroversen. Vier Slayer-Alben wurden in den USA mit einer Goldenen Schallplatte ausgezeichnet. 2007 und 2008 erhielt die Band einen Grammy in der Kategorie Best Metal Performance. Anfang Dezember 2019 gab die Band bekannt, dass das am 30. November 2019 gespielte Konzert im The Forum in Inglewood das vorerst letzte der Band war. Im September 2024 kam die Band noch einmal zusammen, um zwei Konzerte zu spielen. Zudem spielten sie im Juli 2025 auf dem Abschiedskonzert von Ozzy Osbourne im Villa Park in Birmingham.

## Geschichte

### Die frühen Jahre (1981–1985)

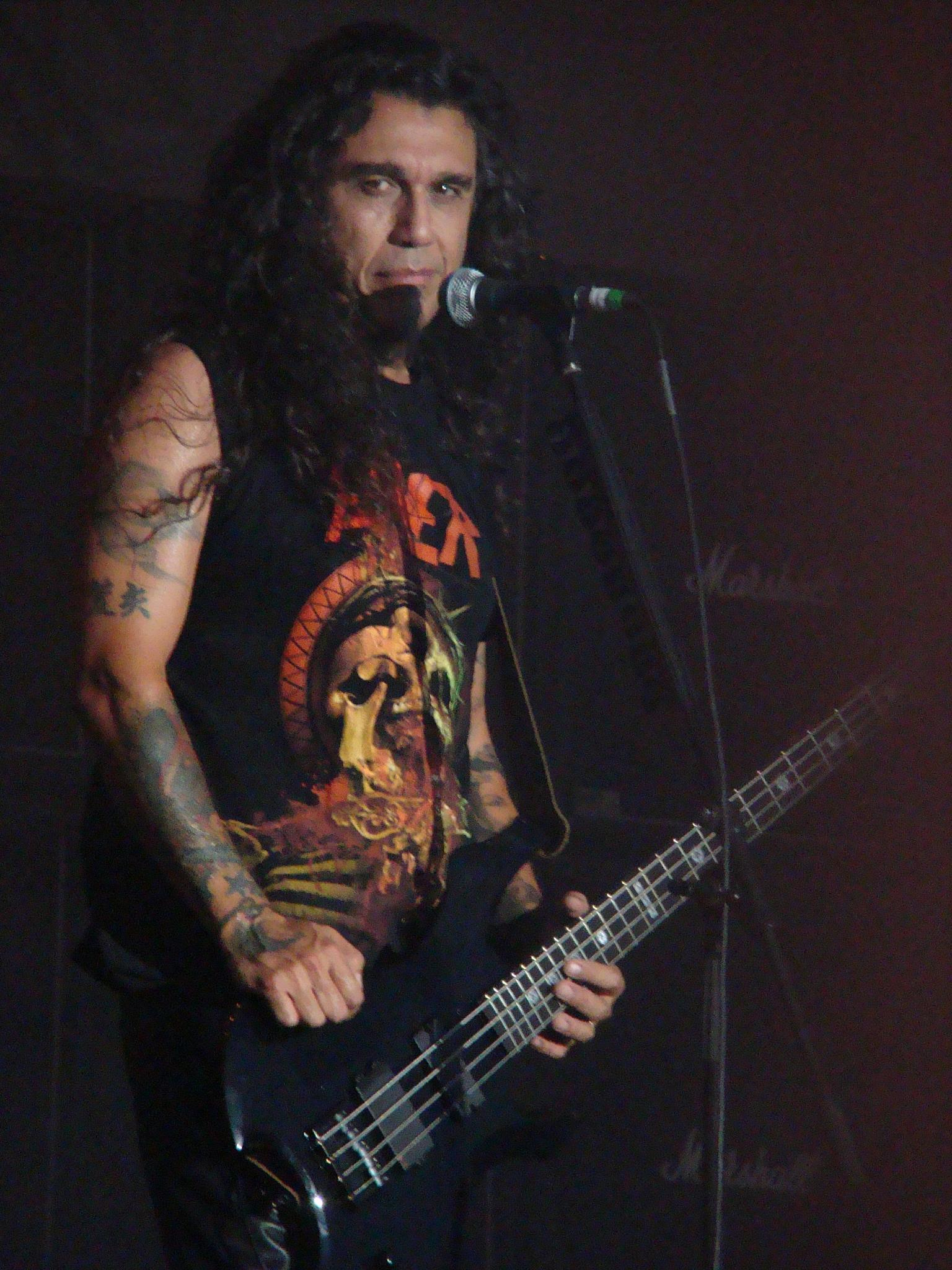
Tom Araya beim Gods of Metal 2008

Slayer wurde im Jahre 1981 von den beiden Gitarristen Kerry King und Jeff Hanneman gegründet. Vervollständigt wurde die Band durch den Schlagzeuger Dave Lombardo sowie durch den Sänger und Bassisten Tom Araya. Araya und King spielten zuvor bereits zusammen in der Band Quits. Zunächst spielte die Band Coverversionen von Iron Maiden und Judas Priest. Schon bei den ersten Konzerten frönte die Band durch die Verwendung von Pentagrammen und umgedrehten Kreuzen dem Satanismus.
Bei einem Konzert im Vorprogramm von Bitch in Los Angeles befand sich Brian Slagel im Publikum. Slagel war ein ehemaliger Musikjournalist und hatte kurz zuvor die Plattenfirma Metal Blade Records gegründet. Vom Konzert beeindruckt bot Slagel Slayer einen Platz auf seiner Kompilation Metal Massacre III an. Slayer nahm hierfür das Lied Aggressive Perfector auf. Aufgrund der guten Reaktionen aus der Szene bot Slagel der Band schließlich einen Vertrag an.
Im November 1983 gingen Slayer ins Studio, um ihr Debüt Show No Mercy aufzunehmen. Da der Band kein Aufnahmebudget zur Verfügung gestellt wurde, musste sie die Kosten selbst tragen. Drei Wochen nach Beendigung der Aufnahmen wurde das Album veröffentlicht. Im Underground konnten sich Slayer mit dem Debüt einen Namen machen und wurden neben Venom und Metallica als Neuentdeckung in der extremen Metalszene gefeiert. Anfang 1984 ging die Band auf ihre erste US-Tournee. Im August 1984 schoben Slayer die EP Haunting the Chapel nach. Musikalisch fallen die drei Lieder darauf dunkler und härter als die Lieder auf dem Debütalbum aus. Damit legten Slayer den Grundstein für ihre spätere musikalische Ausrichtung.
Da Metal Blade zur damaligen Zeit noch kein weltweites Vertriebsnetz hatte, waren Slayer in Europa nur im Untergrund bekannt. Unter den Fans kursierten bei Konzerten mitgeschnittene Bootlegs. King verließ Slayer, um sich Dave Mustaines neuer Band Megadeth anzuschließen, kehrte allerdings bereits nach nur fünf Konzerten mit der Band wieder zurück. Für Slayer folgte die 1984 Combat Tour mit Venom und Exodus, bevor im November das Live-Minialbum Live Undead erschien. Dieses Album wurde in einem Studio vor einer Handvoll Fans aufgenommen und enthält sieben Lieder. Wenige Jahre später veröffentlichte eine Band namens The Undead ein Live-Album unter dem Namen Live Slayer.
Das Konzert in New York wurde aufgezeichnet und ein Jahr später unter dem Namen Combat Tour: The Ultimate Revenge auf Video veröffentlicht. Im Sommer 1985 spielten Slayer in Belgien ihr erstes Europakonzert. Show No Mercy hatte sich in der Zwischenzeit ca. 40.000 Mal in den USA verkauft und Slayer gingen erneut ins Studio, um ihr zweites Album Hell Awaits aufzunehmen. Wegen der guten Verkäufe stellte Metal Blade ein Budget zur Verfügung, so dass sie sich mit Ron Fair einen Produzenten leisten konnten. Hell Awaits erschien im September und setzte die auf Haunting the Chapel eingeschlagene Linie fort. Das Album enthielt längere und komplexere Lieder und gilt deshalb heute als das progressivste Werk der Band.

### Internationaler Durchbruch (1986–1991)
Durch die guten Verkaufszahlen von Hell Awaits erhielten Slayer ein Angebot von Rick Rubins neu gegründeter Plattenfirma Def Jam Records. Auch wenn Def Jam zu dieser Zeit in erster Linie Rap- und Hip-Hop-Künstler unter Vertrag hatte, akzeptierte die Band das Angebot. Nach den langen und komplexen Liedern auf dem Vorgängeralbum schrieben Slayer nun kürzere und schnellere Lieder für das kommende Album Reign in Blood, das Rubin selbst produzierte.

„Vor der Veröffentlichung von Reign in Blood fragten sich die Fans, ob Slayer jetzt auswimpen würden, weil sie ja bei einem Major-Label unterschrieben hatten. Um die Leute vom Gegenteil zu überzeugen, produzierte ich die Platte so extrem und kompromisslos wie möglich. Reign in Blood verkörperte alles, was man von Slayer erwarten konnte, und noch viel, viel mehr.“

Def Jams Vertriebspartner Columbia Records lehnte die Veröffentlichung des Albums ab. Hauptgrund hierfür waren das Coverartwork und insbesondere der Text des Liedes Angel of Death. In diesem Lied geht es um die Menschenversuche des KZ-Arztes Josef Mengele. Schließlich wurde das Album am 7. Oktober 1986 von Geffen Records, die Slayer in der Zwischenzeit unter Vertrag genommen hatten, veröffentlicht. Es stieg auf Platz 94 der US-amerikanischen Albumcharts ein, entwickelte sich zum Longseller und wurde schließlich im November 1992 als erstes Slayeralbum mit einer Goldenen Schallplatte ausgezeichnet.
Im Oktober 1986 begann die Reign-in-Pain-Welttournee mit Overkill in den USA und Malice in Europa. Nach der Tournee folgte eine weitere Tour im Vorprogramm von W.A.S.P. Nach einem Monat stieg Dave Lombardo aus finanziellen Gründen vorerst aus der Band aus. Für den Rest der Tour saß Tony Scaglione von Whiplash hinter dem Schlagzeug. Slayer steuerten außerdem 1986 den Soundtrack zum Film River's Edge von Tim Hunter bei, der als bester Film die Independent Spirit Awards 1988 gewann.
1987 kehrte Lombardo wieder zurück. Slayer nahmen eine Coverversion des Iron-Butterfly-Liedes In-A-Gadda-Da-Vida für den Film Less Than Zero auf. Auch wenn die Band mit dem Ergebnis nicht zufrieden war, war diese Coverversion das erste Slayer-Lied, welches im Radio gespielt wurde. Slayer kehrten ins Studio zurück, um ihr viertes Album South of Heaven aufzunehmen. Um einen Kontrast zu der hohen Geschwindigkeit auf dem Vorgängeralbum zu schaffen, entschied sich die Band, das Tempo zu drosseln und mehr auf melodischen Gesang zu setzen:

„Wir wussten, dass wir Reign in Blood nicht toppen konnten, also entschieden wir uns nun für ein niedrigeres Tempo. Wir wussten, dass alles, was wir machten, mit diesem Album verglichen werden würde. Ich erinnere mich noch, dass wir wirklich über dieses Thema diskutiert haben. Es war merkwürdig, weil wir nie zuvor und nie danach über das Thema Geschwindigkeit gesprochen haben“

South of Heaven erschien 1988 und belegte Platz 57 in den US-amerikanischen Albumcharts. Es wurde wie sein Vorgänger mit einer Goldenen Schallplatte ausgezeichnet. Von den Fans und der Presse wurde das Album allerdings gemischt aufgenommen. Auf diesem Album zollten die Musiker auch ihrem Vorbild Judas Priest Tribut und gaben mit ihrer Version von Dissident Aggressor einen Einblick in ihre Entwicklungsgeschichte.
1989 begannen die Aufnahmen für das fünfte Studioalbum. Als Co-Produzent wurde Andy Wallace verpflichtet. Seasons in the Abyss wurde im Oktober 1990 von Rick Rubins neuer Plattenfirma Def American veröffentlicht. Das Album stieg auf Platz 44 in den US-amerikanischen Charts ein und wurde 1993 mit einer goldenen Schallplatte ausgezeichnet. Für das Titellied nahm die Band ihr erstes Musikvideo auf. Dafür flog die Band kurz vor dem zweiten Golfkrieg nach Ägypten zu den Pyramiden von Gizeh. Ein weiteres Video wurde für War Ensemble in London gedreht.
Bereits einen Monat vor der Albumveröffentlichung begann die Clash-of-the-Titans-Tournee in Europa. Neben Slayer nahmen Megadeth, die Suicidal Tendencies und Testament teil. Die Popularität des Thrash Metals befand sich zu dieser Zeit auf dem Zenit, und so wurde die Tour im Mai 1991 in Nordamerika fortgeführt. Statt der Suicidal Tendencies und Testament nahmen dieses Mal Anthrax und Alice in Chains teil. Auf der Tour schnitten Slayer einige Konzerte mit und veröffentlichten 1991 das Live-Doppelalbum Decade of Aggression, um ihr zehnjähriges Bestehen zu feiern. Das Album stieg auf Platz 55 der US-amerikanischen Albumcharts ein.

### Jahre des Wandels (1992–2001)

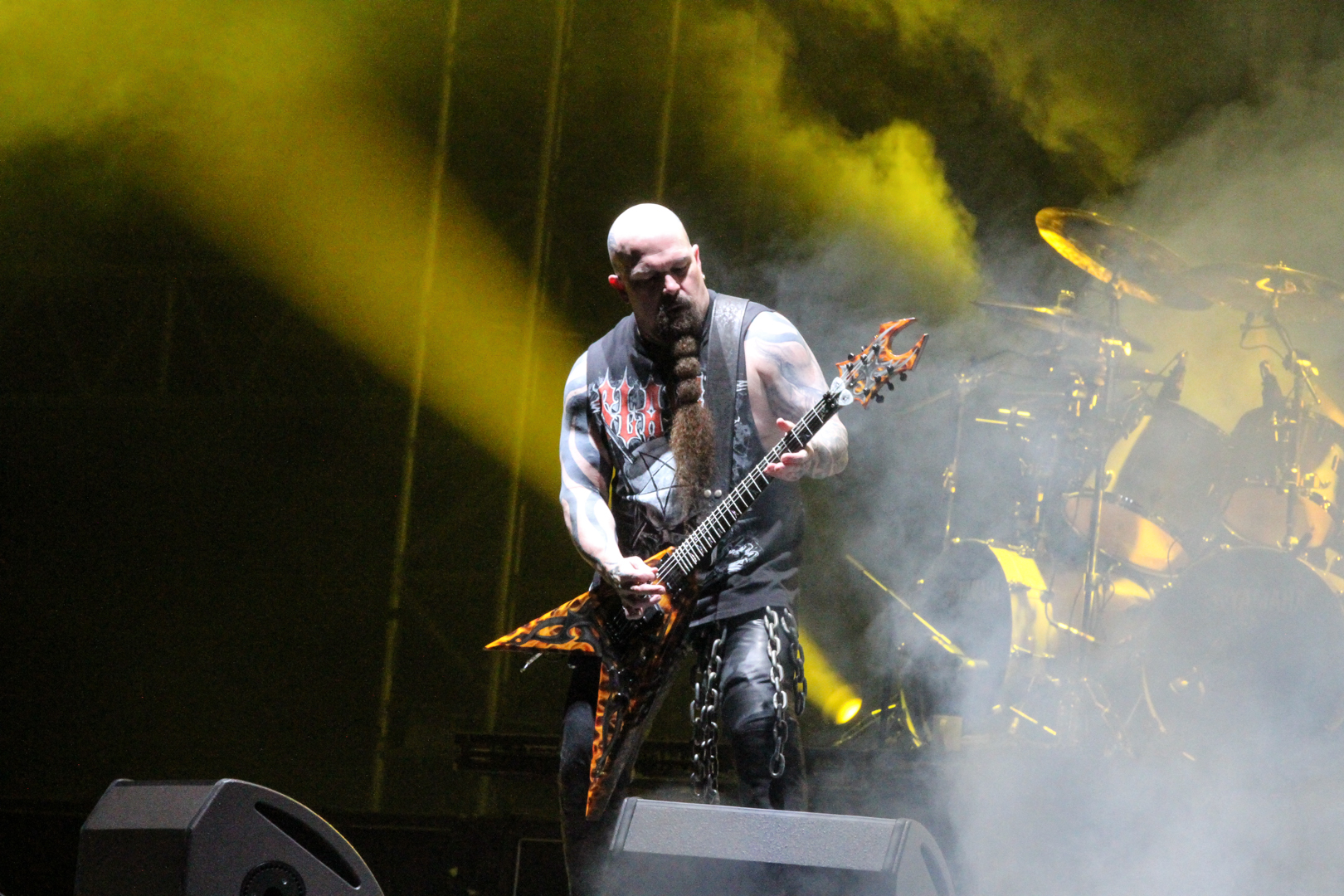
Kerry King bei einem Festival 2013

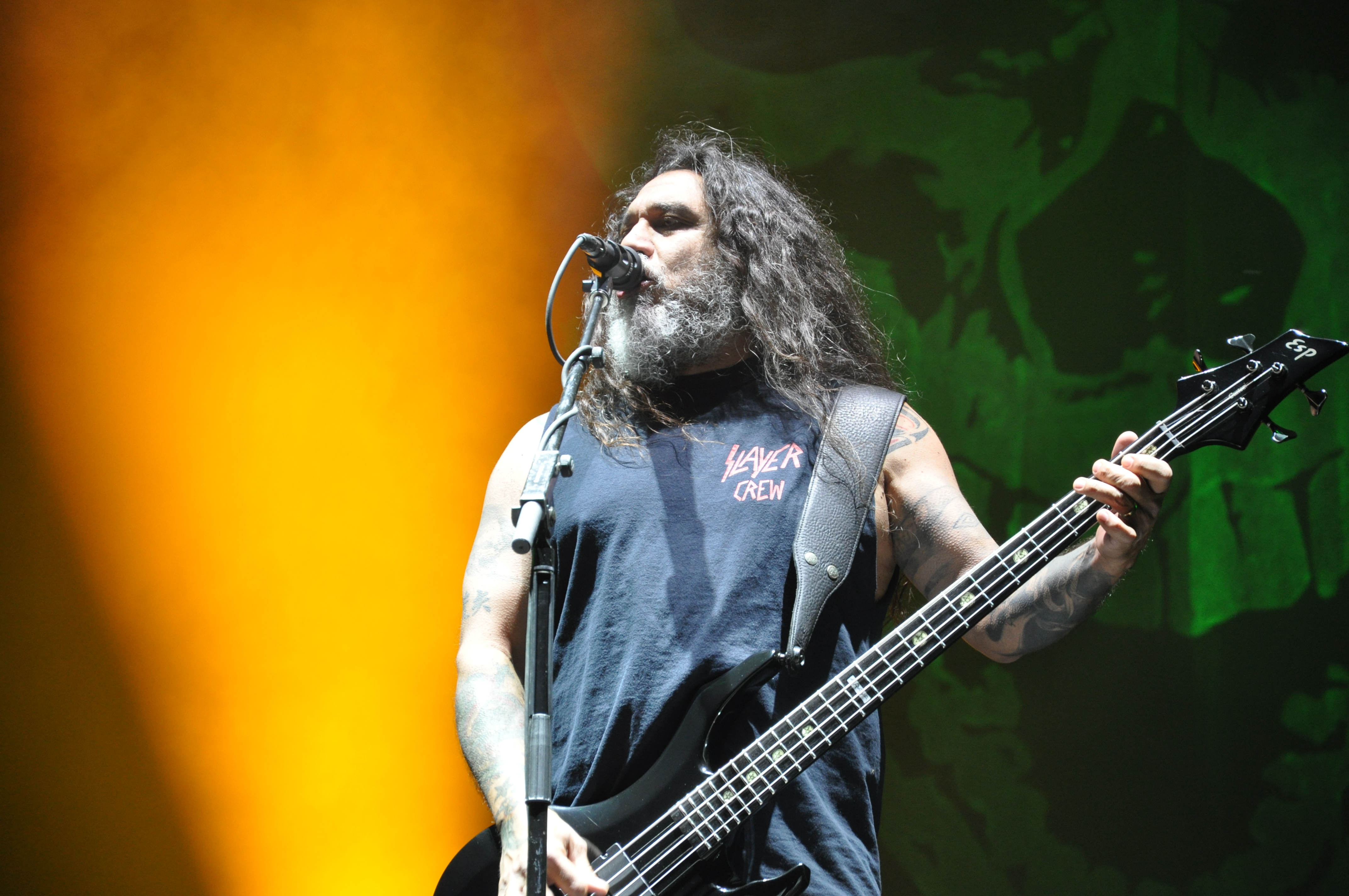
Tom Araya beim Rock am Ring 2014

Im Mai 1992 wurde Dave Lombardo wegen diverser Konflikte aus der Band hinausgeworfen. Diese gab dafür als Grund an, das Schlagzeugspiel Lombardos würde den Ansprüchen der Band nicht mehr genügen (wörtlich: „Es wäre nicht mehr tight genug.“). Lombardo spielte daraufhin u. a. auf Phillip Boas Metal-Projekt Voodoocult und gründete später die Band Grip Inc. Seine Kollaborationen mit John Zorn und die mit Mike Patton gegründeten Fantômas fanden auch außerhalb des Metal-Bereichs Beachtung. Lombardos Nachfolger bei Slayer wurde der ehemalige Forbidden- und heutige Testament-Schlagzeuger Paul Bostaph. Seinen ersten Auftritt mit Slayer hatte Bostaph beim Monsters-of-Rock-Festival 1992. Für den Soundtrack des Films Judgment Night – Zum Töten verurteilt nahmen Slayer mit dem Rapper Ice-T das Lied Disorder auf. Es handelt sich um ein Medley aus den The-Exploited-Liedern War, UK ’82 und Disorder.
1994 erschien das sechste Studioalbum Divine Intervention. Es stieg auf Platz acht der US-amerikanischen Charts ein und wurde somit das erste Top-10-Album der Band. Das Album wurde sowohl von den Medien als auch von den Fans mit gemischten Gefühlen aufgenommen. Ein Jahr später gingen Slayer mit Biohazard und Machine Head auf Tournee. Einige Konzerte wurden mitgeschnitten und noch im gleichen Jahr als Livevideo Live Intrusion veröffentlicht. Ebenfalls 1995 traten Slayer erneut auf dem Monsters-of-Rock-Festival auf.
Um die Zeit zum nächsten Studioalbum zu überbrücken, veröffentlichten Slayer im Jahre 1996 das Album Undisputed Attitude. Das Album enthält Coverversionen von Punk- und Hardcore-Liedern von Bands wie Minor Threat, D.R.I. oder den Stooges. Zu den Coverversionen gesellten sich mit Gemini eine Eigenkomposition sowie zwei Lieder, die Hanneman Mitte der achtziger Jahre für sein Projekt Pap Smear geschrieben hat. Nach der Veröffentlichung des Albums verließ Bostaph die Band, um sich auf sein eigenes Projekt The Truth About Seafood zu konzentrieren. Sein Nachfolger wurde Jon Dette, der zuvor bei Testament aktiv war. Nach nur einem Jahr wurde dieser aber vor die Tür gesetzt, nachdem es zum Streit zwischen ihm und den restlichen Mitgliedern gekommen war. Also kehrte Bostaph zurück.
Ebenfalls 1996 wurde die Band von den Eltern von Elyse Pahler verklagt. Pahler wurde von drei Männern vergewaltigt und ermordet, die Slayer-Fans waren. Die Eltern des Opfers warfen der Band vor, die Täter durch ihre Musik und ihre Texte zu der Tat animiert zu haben. Nach einem längeren Verfahren wurde die Band 2001 von allen Vorwürfen freigesprochen. Der zuständige Richter E. Jeffrey Burke erklärte, dass er die Musik von Slayer nicht für jugendgefährdend halte. Kerry King zeigte sich über den Freispruch erleichtert:

„Wenn irgendwann irgendwo ein Richter eine Band wegen etwas verurteilt, was andere zu verantworten haben, werde ich mich aus dem Musikgeschäft zurückziehen. Denn dann wird eine Lawine losgetreten, deren Folgen nicht absehbar sind.“

Das siebte Studioalbum Diabolus in Musica erschien 1998 und erreichte Platz 31 der US-amerikanischen Charts. Slayer versuchten, ihren Sound zu modernisieren und nahmen einige Elemente des Nu Metal in ihre Lieder auf. Dies führte bei Fans der ersten Stunde zu Entrüstung. Auch das modernisierte Bandlogo auf dem Albumcover wurde kontrovers diskutiert. Neben dem Album nahm die Band zusammen mit Atari Teenage Riot das Lied No Remorse (I Wanna Die) für den Soundtrack des Filmes Spawn auf und spielte eine Coverversion von Hand of Doom für das Black-Sabbath-Tributalbum Nativity in Black II ein. In Deutschland wurde unterdessen das Album Divine Intervention wegen der Lieder Sex, Murder, Art und Serenity in Murder am 16. Dezember 1998 von der Bundesprüfstelle für jugendgefährdende Schriften indiziert. Ein Foto im Beiheft zeigt einen Fan, der sich mit einer Rasierklinge das Bandlogo in den Arm geritzt hat.

### Wiedervereinigung (2002–2013)

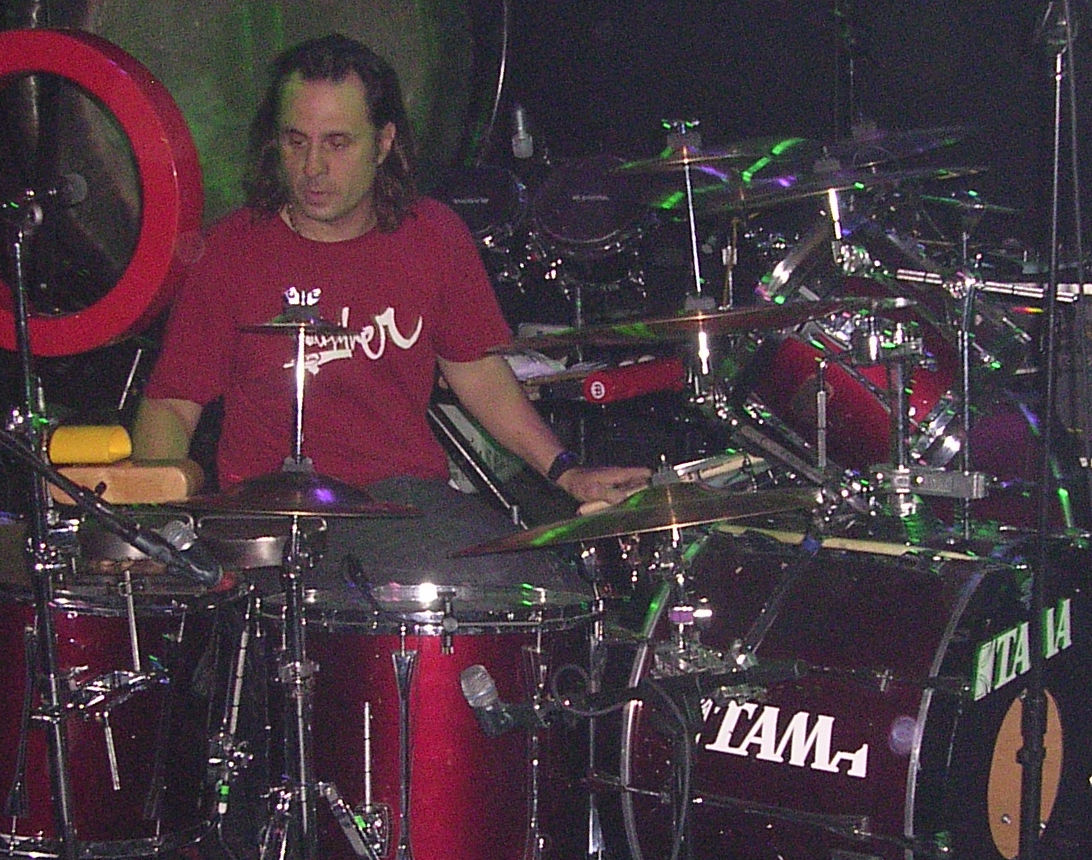
Lombardo bei einem Konzert 2007

Das achte Studioalbum God Hates Us All wurde nach mehreren Verschiebungen am 11. September 2001, dem Tag der Terroranschläge in den USA, veröffentlicht. Es wurde mit einem Pappschuber ausgeliefert, der das ursprüngliche Artwork – eine Bibel, in der Nägel in Form eines Pentagrammes eingeschlagen wurden – verdeckt. Auf dem Album wurden Einflüsse von Bands wie Slipknot deutlich, die sich selbst als Slayerfans bekannten. Für das Lied Disciple wurden Slayer für einen Grammy nominiert. Der Preis ging jedoch an die Band Tool. Die Terroranschläge am Veröffentlichungstag gefährdeten den Auftakt der Tattoo-the-Planet-Tournee in Europa. Auf dieser Tour sollten neben Slayer noch Pantera, Biohazard, Static-X und Vision of Disorder auftreten. Schließlich zogen bis auf Slayer, Biohazard und Static-X alle Bands ihre Teilnahme zurück, so dass die Tournee verschoben werden musste. Die britische Band Cradle of Filth schloss sich der Tour an. Dazu kam je nach Auftrittsort eine weitere Band. Unter anderem waren Amorphis, In Flames und Children of Bodom involviert.
Kurz vor Weihnachten 2001 stieg Paul Bostaph aus persönlichen Gründen erneut aus der Band aus. Da die Tournee noch nicht beendet war, fragte King Dave Lombardo, ob er für die restlichen Konzerte einspringen wolle. Lombardo sagte zu und wurde wieder zu einem festen Bandmitglied. Im Herbst 2003 spielten Slayer während einer weiteren Tournee das komplette Album Reign in Blood. Als Showeffekt ließ die Band während des letzten Liedes Raining Blood Kunstblut von der Hallendecke regnen. Ein Konzert in Augusta wurde mitgeschnitten und unter dem Titel Still Reigning als DVD veröffentlicht. Nebenbei wurde mit War at the Warfield eine weitere DVD sowie mit Soundtrack of the Apocalypse ein Boxset veröffentlicht. 2004 traten Slayer in einer Folge der MTV-Serie Viva La Bam auf. Die Band besuchte den Hauptdarsteller Bam Margera und spielte im Garten seines Elternhauses ein Konzert.
Das neunte Studioalbum Christ Illusion sollte ursprünglich am 6. Juni 2006 – in Anspielung auf die Zahl Sechshundertsechsundsechzig – veröffentlicht werden. Der Termin wurde allerdings verschoben und Slayer veröffentlichten stattdessen die EP Eternal Pyre. Seither feiern die Slayer-Fans dennoch jedes Jahr am 6. Juni weltweit den International Day of Slayer. Das Album erschien schließlich am 4. August 2006 und debütierte auf Platz fünf der US-amerikanischen Albumcharts. Es war die bisher höchste US-Chartplatzierung für die Band. Slayer gingen auf die The Unholy Alliance genannte Welttournee. Eigentlich sollte diese am 6. Juni 2006, also zeitgleich mit der Veröffentlichung der EP, beginnen. Da sich Tom Araya einer Operation an der Gallenblase unterziehen musste, wurde der Beginn der Tour verschoben. Neben Slayer traten In Flames, Mastodon, Children of Bodom, Lamb of God und Thine Eyes Bleed, die Band von Arayas jüngerem Bruder Johnny, auf.
Am 30. Oktober 2006 wurde das Musikvideo zum Lied Eyes of the Insane veröffentlicht. Das Lied wurde auch für den Soundtrack des Films Saw III verwendet und brachte Slayer einen Grammy in der Kategorie „Best Metal Performance“ ein. Da sich die Band auf Tournee befand, konnte sie die Trophäe nicht persönlich in Empfang nehmen. Im Sommer 2007 spielten Slayer auf diversen Festivals in Europa, wie dem Download-Festival und Rock am Ring/Rock im Park. Am 24. Juli 2007 wurde das Album Christ Illusion mit einem neuen Cover und einem Bonustitel namens Final Six wiederveröffentlicht. Dieses Lied sollte eigentlich bereits im Rahmen der ersten Veröffentlichung erscheinen. Weil sich Araya einer Operation an der Gallenblase unterziehen musste, blieb das Lied jedoch unvollständig. Für die Wiederveröffentlichung wurde das Lied schließlich neu eingespielt. Für Final Six bekam Slayer 2008 den Grammy Award in der Kategorie „Best Metal Performance“ verliehen.
Ab Oktober/Anfang November 2008 war die Band in einem Studio, um dort ihr neues Album World Painted Blood einzuspielen, das in Deutschland am 30. Oktober 2009 veröffentlicht wurde. Zwei dieser Titel (Psychopathy Red und Hate Worldwide) erschienen vorab als Stream im Internet. Dieses Album brachte ihnen dann ihre vierte (2010 für den Titel Hate Worldwide) und fünfte (2011 für das Titellied World Painted Blood) Grammy-Nominierung ein, jeweils in der Kategorie „Best Metal Performance“. 2010 spielten Slayer u. a. auf den Sonisphere Festivals erstmals mit Metallica, Megadeth und Anthrax gemeinsam. Am 29. Oktober 2010 erschien auch die Live-DVD/Blu-Ray The Big Four Live from Sofia, Bulgaria. Auch 2011 waren die vier Bands gemeinsam auf Tour. Anfang 2011 wurde Gitarrist Hanneman von einer Spinne gebissen, woran er wegen der daraus entstandenen Infektion fast gestorben wäre. Infolgedessen pausierte er und war nicht in der Lage, die Band auf Tournee zu begleiten, geschweige denn an einem ursprünglich schon für 2012 geplanten Album zu arbeiten. Seitdem übernahmen Gary Holt von Exodus und Pat O’Brien von Cannibal Corpse sein Gitarrenspiel auf Konzerten.

### Lombardos Ausstieg, Hannemans Tod und Auflösung (2013–2019)

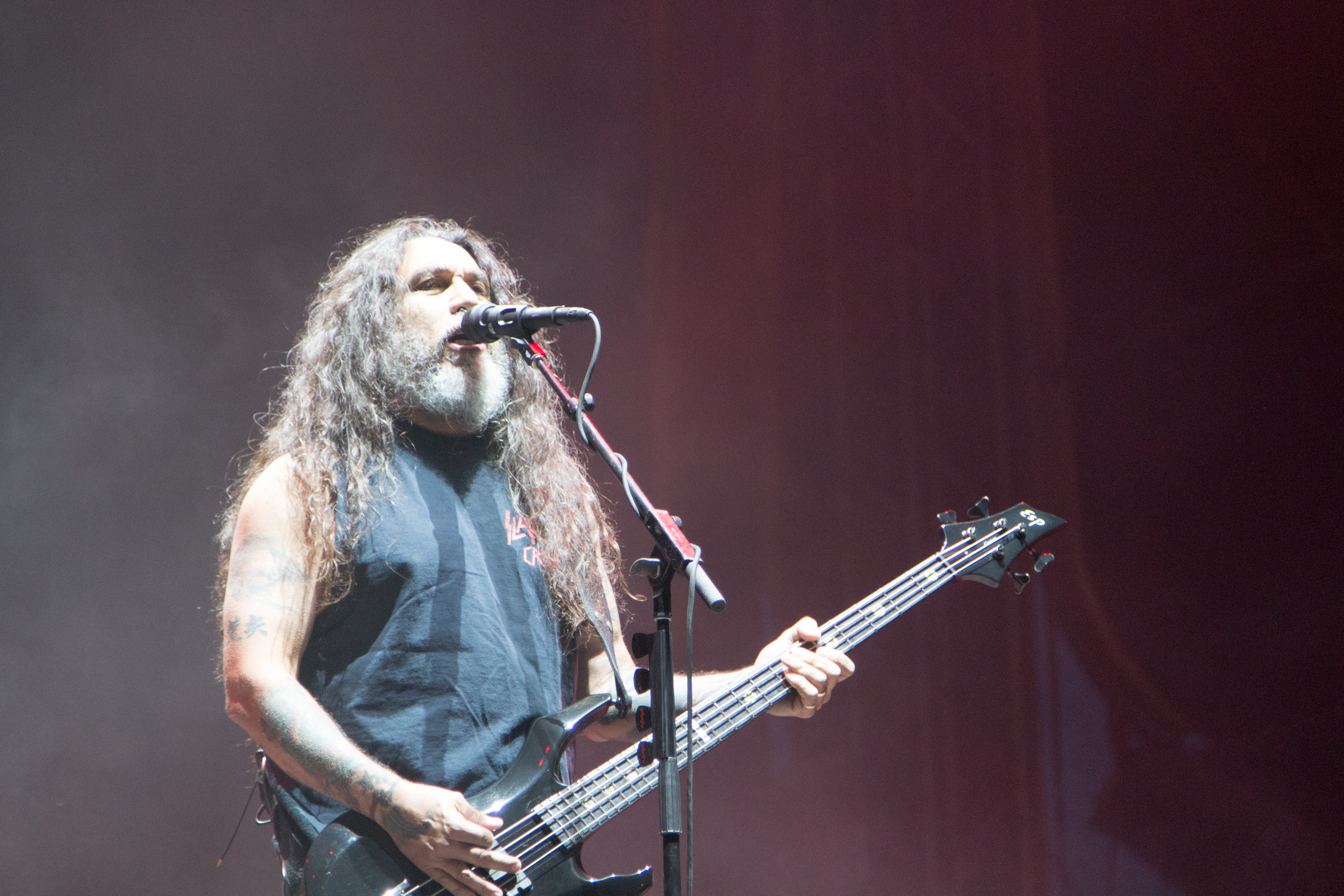
Tom Araya am Nova Rock 2014

Im Februar 2013 kam es zu Streitigkeiten zwischen dem Manager, Kerry King und Dave Lombardo unter anderem wegen eines Vertrages, welcher besagt, dass ein Großteil des Tour-Einkommens der Band an das Management geht. Lombardo versuchte, einen neuen Vertrag auszuhandeln, was King ablehnte. Der Schlagzeuger wurde aus der Band geworfen und für die Australien-Tournee (Soundwave Festival) vorübergehend durch Jon Dette ersetzt. Am 2. Mai 2013 starb Gründungsmitglied und Gitarrist Jeff Hanneman im Alter von 49 Jahren in einem Krankenhaus in der Nähe seines Wohnsitzes in Südkalifornien an Leberversagen. Kurze Zeit später wurde der ehemalige Slayer-Schlagzeuger Paul Bostaph als offizieller Nachfolger für Dave Lombardo bestätigt.
Nachdem Gary Holt bei vielen Konzerten für Hanneman eingesprungen ist, wurde er als geeigneter Ersatz betrachtet und schließlich in die Band aufgenommen. Am 24. April 2014 veröffentlichten Slayer den Song Implode auf ihrer Website, den ersten Song seit dem 2009er Album World Painted Blood. Außerdem wurde bekanntgegeben, dass dieser Song auf dem für den 11. September 2015 angekündigtem neuen Album Repentless vertreten sein werde. Noch vor Veröffentlichung von Repentless wurden von April bis September 2015 vier weitere Singleauskopplungen veröffentlicht. Zur Promotion des neuen Albums gaben Slayer im Oktober und November 2015 Konzerte in Europa zusammen mit Anthrax und Kvelertak. Außerdem tourten sie mit Testament und Carcass im Februar und März 2016 durch die Vereinigten Staaten. Am 22. Januar 2018 kündigten Slayer via Facebook und Twitter an, die Band nach einer letzten Welttournee aufzulösen. Ihr letztes Konzert spielte die Band am 30. November 2019 im The Forum in Inglewood.
Im Februar 2024 kündigte die Band auf Social Media überraschend die Rückkehr auf die Bühne an. Zunächst wurden zwei Auftritte auf Festivals bekannt gegeben.

## Stil

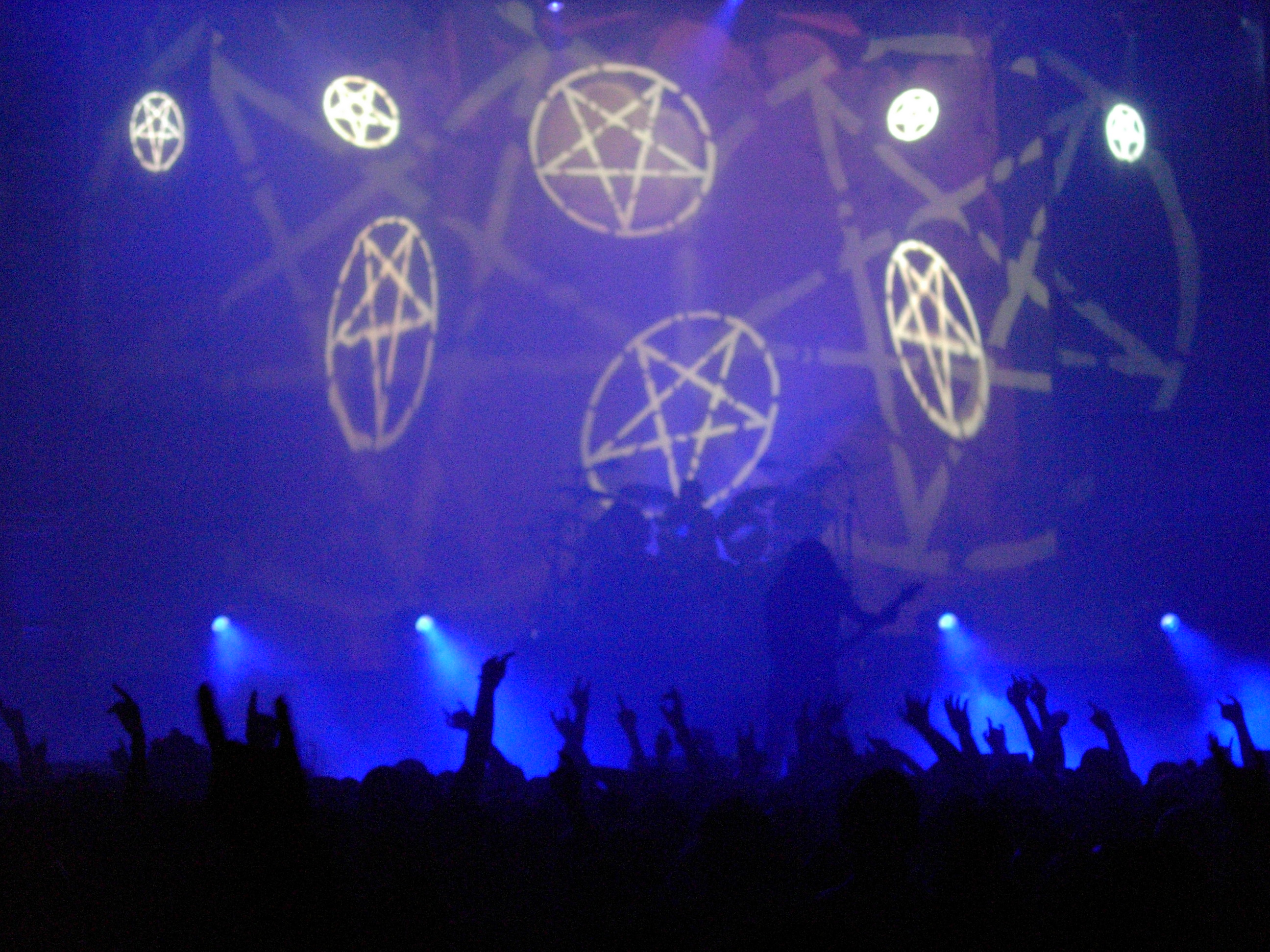
Slayer live; Drudenfuß-Darstellungen im Hintergrund

### Musik
Slayer werden zusammen mit Metallica oft als die Gründer des Thrash-Metal-Genres bezeichnet, indem sie den Klang der typischen New-Wave-of-British-Heavy-Metal-Bands wie Iron Maiden, aber auch von Gruppen wie Venom und Motörhead, aufgriffen und stark beschleunigten. Diesen Einfluss zeigt eine Gegenüberstellung des Iron-Maiden-Riffs aus Caught Somewhere in Time mit dem Slayer-Titel Angel of Death (Hörbeispielⓘ). Ein weiteres Beispiel ist Piece by Piece mit seiner, für viele Slayer-Titel typischen Chromatik und dem – auch bei Metallica beliebten – Metrumwechsel vom 12/8- zum 4/4-Takt in Takt 5.
Die Musik der Band zeichnet sich außerdem durch die Konzentration auf wiedererkennbare Riffs und Hooklines aus:

„Every song has a discernable hook and melody line, something that was lacking from many, particularly Euro bores.“

„Jedes Lied hat eine erkennbare Hookline und Melodie, was vieler, besonders europäischer, langweiliger Musik fehlt.“

Prägend für den Stil der Band war aber auch Hannemans Vorliebe für Punk-Musik, welche sich besonders auf der Cover-CD Undisputed Attitude niederschlug. Die genrebildende Musik Slayers wurde geprägt durch das abwechslungsreiche Schlagzeugspiel (Hörbeispiel aus Mandatory Suicide (ohne E-Gitarren)ⓘ) des kubanischstämmigen Schlagzeugers Dave Lombardo und die, bei den ersten Veröffentlichungen auf getrennten Kanälen abgemischten, Rhythmus-Gitarrenriffs von Hanneman und King.

E-Gitarren aus Piece by Piece

Die frühen Werke der Band wurden für ihre „halsbrecherische Geschwindigkeit“ und die „kraftvolle Instrumentierung“ gelobt. Dabei vermischte die Band die Struktur des Hardcore mit der Geschwindigkeit des Speed Metals. Das Album Reign in Blood ist mit teilweise fast bis zu 250 Beats pro Minute das schnellste Werk der Slayerhistorie. 

Ausschnitt aus South of Heaven

Slayer-Soli sind häufig relativ kurz, dafür gibt es in vielen Liedern mehrere davon, die sich oft schnell abwechseln. Ob King oder Hanneman ein bestimmtes Solo spielt, wird in vielen Alben im Booklet zwischen den Texten angegeben. Die Soli selbst weisen in aller Regel sehr hohe Geschwindigkeiten sowie starke Dissonanzen wie Chromatik auf. Auch machen King und Hanneman vergleichsweise häufigen und extremen Gebrauch von Harmonics im Kontext mit extremen Vibratobewegungen.
Auf dem Album South of Heaven nimmt die Band das Tempo deutlich zurück. In schleppenden Titeln wie Spill the Blood oder dem Titellied South of Heaven bleibt somit Raum für abwechslungsreiche Schlagzeugfiguren. Auf den Alben Diabolus in Musica, der Albumtitel bezieht sich auf den lateinischen Ausdruck für das lange als diabolisch eingestufte und vermiedene, aus drei Ganztönen bestehenden Intervall (Tritonus) der übermäßigen Quarte, und God Hates Us All experimentierten Slayer mit moderneren Klängen. Insbesondere Korn stellten mit tiefergestimmten Gitarren einen gewissen Einfluss dar.
Mit dem Album Christ Illusion kehrten Slayer zu ihrem klassischen Stil zurück:

„Es geht nicht tobsüchtiger und rasanter als auf ihrem 1986er Album ‚Reign in Blood‘. Zwar haben sie es 20 Jahre lang versucht, verstiegen sich aber nur in den Höhen düsteren Kunstgewerbes, um mit ‚Christ Illusion‘ heute dankbar an den alten, niederen Grenzen anzustoßen.“

### Texte
Der Großteil der Texte wird von Kerry King und Jeff Hanneman geschrieben. Seit dem Album South of Heaven beteiligt sich Tom Araya ebenfalls beim Schreiben der Texte. Seine Texte haben in der Regel einen Bezug zur realen Welt. Inspirationen holt sich Araya durch Zeitungen und die Nachrichten im Fernsehen. Insbesondere die Taten von Serienmördern üben eine große Faszination auf ihn aus.
Die Texte von Kerry King sind rein fiktiver Natur und in der Regel antichristlich geprägt. Er beteuert allerdings, dass er nichts und niemanden hasse. King selbst bezeichnet sich als Agnostiker und Atheist.
Jeff Hanneman schrieb ebenfalls überwiegend antichristliche Lieder. Ferner verfasste er einige kontrovers diskutierte Lieder wie z. B. Angel of Death.
Sänger Araya stellte sich kurz nach der Jahrtausendwende als gläubiger Katholik dar. Sein Bekenntnis löste eine Diskussion unter den Fans aus, inwieweit Araya glaubwürdig Texte singen kann, die im krassen Gegensatz zu seinem Glauben stehen. Gegenüber dem Rock-Hard-Magazin erklärt Araya:

„Mein Glaube verbietet mir nicht, ein Teil von Slayer zu sein. Und umgekehrt hindert mich meine Mitgliedschaft bei Slayer nicht daran, so zu sein, wie ich bin. […] Mit vielen Texten von King gehe ich nicht konform, aber mein Glaube ist sehr stark, und Worte können ihm nichts anhaben. […] Es sind Worte, die eine andere Person verfasst hat. Ich kann sie dennoch mit echter Leidenschaft rüberbringen. Genau wie ein Schauspieler. […] Aber ich muß mich zu dieser Leidenschaft nicht zwingen, denn ich liebe unsere Musik.“

Die Welt interpretiert die Texte der Band als radikale moralische Herausforderung jeglicher Religion und ihrer Auswirkungen:

„Denn wenn Motörhead die Politik in Trümmer legen, um sie neu zu zementieren, leisten Slayer gleiches für die Religion. […] Vier Lieder zuvor stellt das Lied Jihad als ratternde Vertonung des Statuts der 9-11-Terroristen die Geduld der Islamisten auf die Probe.“

### Optik

Bandschriftzug

Bandschriftzug auf Diabolus in Musica

Auch optisch setzte die Band und vor allem Kerry King Maßstäbe. Kings Bühnenkleidung, bestehend aus mit Nieten besetzten Stiefeln, Nietenarmbändern und Leder, die ihrerseits stark von der Optik Judas Priests beeinflusst war, wurde unzählige Male kopiert. Später fing King damit an, seine Armbänder mit langen Nägeln zu besetzen. Damit schuf er das klassische Black-Metal-Image, welches auch heute noch von vielen Bands dieses Genres aufrechterhalten wird, obwohl Slayer nie Black Metal spielten.
Für Irritationen sorgte die von der Band durch Logos benutzte Ikonografie. So enthält der auf den meisten Veröffentlichungen verwendete Bandschriftzug ein S, das der durch verschiedene Organisationen des Nationalsozialismus (Schutzstaffel, Deutsches Jungvolk) verwendeten Siegrune ähnelt. Grundsätzlich wird die Verwendung dieses Symbols aber als unpolitisch eingestuft. Ebenso ergab eine Anfrage von den baden-württembergischen Landtagsabgeordneten Thomas Oelmayer und Hans-Ulrich Sckerl an das Justizministerium, dass aufgrund der Verwendung der Rune im Bandlogo noch keine Anzeigen aufgrund des Verwendens von Kennzeichen verfassungswidriger Organisationen gestellt wurden. Neben dem ursprünglichen Bandschriftzug wurden auch ein dem nationalsozialistischen Reichsadler entlehntes Bandlogo und der Name sowie das Emblem des Fanclubs Slatanic Wehrmacht (auch in der Variante Slaytanic Wehrmacht kam das Motiv schon auf frühen T-Shirts der Band zum Tragen) zum Objekt von Kontroversen.
Alleine auf Diabolus in Musica und einzelnen Ausgaben von God Hates Us All wurden andere Bandlogos verwendet.

## Einfluss und Rezeption

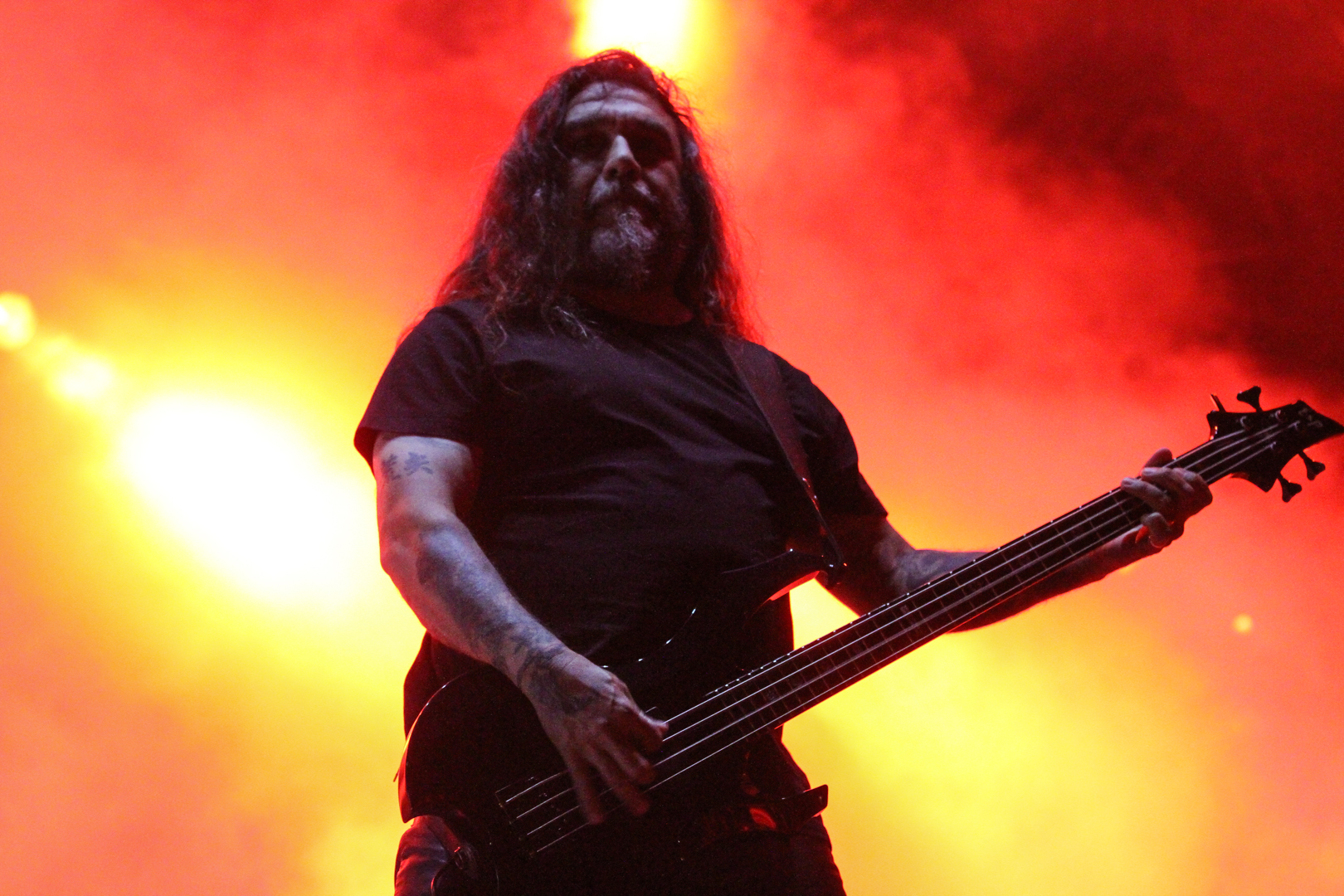
Tom Araya an seinem Bass

Slayer zählen neben Metallica, Anthrax und Megadeth zu den „Großen Vier“ des Thrash Metal. Alle vier Bands wurden Anfang der achtziger Jahre bekannt und haben einen großen Einfluss auf das Genre. Slayer stellten sich dabei als extremste Band des Quartetts heraus und blieben ihrem Stil bis zum Album Divine Intervention (1994) weitestgehend treu.
Neben dem Thrash Metal übt Slayer einen großen Einfluss auf die Death- und Black-Metal-Szene aus. Viele Bands aus diesen Genres zählen Slayer zu ihren Haupteinflüssen. Beispiele hierfür sind Bands wie Sepultura, Kreator, Machine Head, aber auch modernere Bands wie Slipknot. Neben Tributealben haben verschiedene Bands zahlreiche Coverversionen von Slayer-Liedern aufgenommen. Auch außerhalb der Metalszene haben verschiedene Bands Slayerlieder gecovert. Beispielsweise coverte die Sängerin Tori Amos im Jahre 2001 auf ihrem Album Strange Little Girls das Lied Raining Blood.
Dass Slayer bis heute einen Kultstatus in der Metalszene genießen, äußert sich auch durch den sogenannten „Slayer-Ruf“ (ähnlich dem von Musikfestivals bekannten „Helga-Ruf“, anstatt eines langgezogenen „Helga!“ macht eben „Slayer!“ die Runde). Dabei handelt es sich um einen Running Gag, der sich durch das ständige Rufen des Bandnamens auf Festivals auszeichnet. Dieses Ritual kann sich über die volle Länge der Veranstaltung hinziehen und ist mittlerweile fester Bestandteil des Slayer-Kults.
MTV platzierte Slayer auf ihrer Liste der „Größten Metalbands aller Zeiten“ auf Platz sechs. Der TV-Sender VH-1 setzte sie auf Platz 50 ihrer Liste der „100 größten Hard-Rock-Bands“.
Das Album Reign in Blood wurde vom britischen Magazin Kerrang! als das härteste Album aller Zeiten bezeichnet. Für das Stylus Magazine ist das Album ein „Genredefinierer“. Im Jahr 2006 kürte der britische Metal Hammer Reign in Blood zum besten Metal-Album der letzten 20 Jahre.
In dem Buch „Best of Rock & Metal“ des deutschen Rock-Hard-Magazins, in dem die nach Meinung der Rock-Hard-Redaktion 500 stärksten Metal- und Hard-Rock-Alben aller Zeiten aufgeführt werden, sind Slayer mit vier Alben vertreten: Reign in Blood belegt Platz sechs, Hell Awaits Platz 40, South of Heaven Platz 43 und Seasons in the Abyss Platz 53. Die Wochenzeitung Die Zeit berichtete in ihrer Ausgabe vom 27. September 2007 über Reign in Blood im Rahmen der Serie „100 Klassiker der modernen Musik“.

## Kontroversen
Während ihrer Karriere sorgten Slayer viele Male für kontroverse Diskussionen, insbesondere in Deutschland. Ursache hierfür waren hauptsächlich Anspielungen auf den Nationalsozialismus, die sich in diversen Texten sowie durch Schutzstaffel-Aufkleber an den Instrumenten äußerten. Dazu kommt, dass der offizielle Fanclub den Namen Slaytanic Wehrmacht trägt.
Die wohl bekannteste Kontroverse dreht sich um das Lied Angel of Death vom Album Reign in Blood. Das von Jeff Hanneman geschriebene Lied befasst sich mit dem Arzt Josef Mengele, der im Konzentrationslager Auschwitz an Gefangenen Menschenversuche vornahm. Die Taten Mengeles werden im Text weder verurteilt, noch distanziert sich Hanneman durch das Lied von ihnen. Daher wurden immer wieder Vorwürfe laut, dass die Band mit dem Nationalsozialismus sympathisiere. Weitere Lieder, die sich mit dem Thema Nationalsozialismus befassen, sind The Final Command (vom Album Show No Mercy), Behind the Crooked Cross (engl.: ‚Hinter dem Hakenkreuz‘, vom Album South of Heaven) sowie SS-3 (vom Album Divine Intervention). Letzteres Lied handelt von Reinhard Heydrich, dem Organisator des Holocaust. Der Titel SS-3 bezieht sich auf das Kfz-Kennzeichen des Wagens, in dem Heydrich von tschechischen Widerstandskämpfern durch eine Handgranate bei einem Anschlag tödlich verletzt wurde. Auf dem Live-Video Live Intrusion sind Videoaufnahmen aus dem KZ Dachau zu sehen, die mit dem Monty-Python-Lied Always Look on the Bright Side of Life unterlegt sind.
Das Lied Guilty of Being White, eine Coverversion des gleichnamigen Minor-Threat-Liedes, sorgte für weitere Diskussionen. Araya änderte die letzte Zeile von „guilty of being white“ (engl.: ‚schuldig, weiß zu sein‘) in „guilty of being right“ (‚schuldig, Recht zu haben‘). Araya erklärte in einem Interview, dass keine Botschaft hinter dieser Textänderung stecke:

„Ich weiß, was es heißt, als Nichtweißer von den Bullen diskriminiert zu werden.“

Die Band weist derartige Vorwürfe regelmäßig zurück. Dabei beteuern sie, dass ihre Lieder wie Dokumentarfilme verstanden werden sollen, die keinen ideologischen Hintergrund haben. Der Grund dafür, dass die Band Texte über dieses Thema verfasse, liege an deren Interesse am Dritten Reich. Jeff Hanneman, von dem die meisten Texte stammen, die sich auf den Nationalsozialismus beziehen, bezeichnete sich selbst in einem Interview als „kalifornischen Punk, der keinerlei politische Ambitionen habe“.
Des Weiteren verweisen Mitglieder der Band auf die Tatsachen, dass Tom Araya gebürtiger Chilene ist und Dave Lombardo in Kuba geboren wurde. Arayas Ehefrau und der Produzent Rick Rubin stammen aus jüdischen Familien. Kerry King steuerte 1986 ein Gitarrensolo zum Lied No Sleep Til Brooklyn der Rapband Beastie Boys bei, deren Mitglieder ebenfalls Juden sind. Schließlich nahm die Band 1993 ein Lied mit dem afroamerikanischen Rapper Ice-T auf und kollaborierte 1997 mit der eindeutig linksgerichteten Band Atari Teenage Riot.
Texte über Serienmörder sorgten ebenfalls für Kontroversen. Beispiele hierfür sind Dead Skin Mask und 213, die sich auf Ed Gein bzw. Jeffrey Dahmer beziehen. Das Lied Jihad vom Album Christ Illusion thematisiert die Terroranschläge des 11. September 2001. Der Text ist aus Sicht eines der Terroristen geschrieben und verzichtet auf jegliche Wertung.
Das Cover von Christ Illusion, welches einen verstümmelten Jesus Christus zeigt, sorgte in Indien für Aufruhr unter christlichen und muslimischen Gruppen. Nach Protesten rief die Plattenfirma EMI die komplette Auflage zurück.
Das für den 17. März 2019 in der Horncastle Arena in Christchurch geplante Konzert mit Anthrax wurde wegen des nur zwei Tage zuvor stattgefundenen Attentats in den beiden Moscheen abgesagt.
Die Band, die seit den Gründungstagen unter Einfluss der aufkommenden Black-Metal-Welle immer wieder neben den Texten auch mit satanischen Images spielte, wurde immer wieder mit dem Verdacht konfrontiert, tatsächlich eine satanische Band zu sein. Dabei betont die Band immer wieder, dass sie in ihren Texten – egal ob über Massenmörder, Nationalsozialismus, Krieg oder auch Religion/Satanismus – Geschichten wiedergibt, die die Abgründe der Gesellschaft widerspiegeln sollen. Selbst Frontmann Tom Araya, der sich als praktizierender Katholik bezeichnet, betont in Interviews die problemlose Differenzierung zwischen seinem Glauben und den Geschichten in den Texten der Band. Der evangelikale Prediger Bob Larsen begleitete die Band auf Tour und berichtete von einem jungen Kanadier, der als überzeugter Satanist von Slayer abschwören würde, wenn sich die Band als nicht-satanistisch entpuppen sollte. Die Band entgegnete deutlich, dass sie keinen Bezug zum Satanismus habe. Vor allem Tom Araya betonte seinen Glauben in einem persönlichen Glaubenssystem, Dave Lombardo erklärte, dass ihn diese Dinge erschrecken und er auch in seiner kubanischen Familie nur wenig Kontakt zu lokalen Religionen wie Santeria hatte. Kerry King als Hauptsongschreiber beschreibt seine Intention wie folgt:

“Look, I can get into anything I write about. I can write about serial killers; I can be a fucking Satanist. I'm not a Satanist, I'm an atheist, but I write the best satanic lyrics on the fucking planet. And it's great entertainment. And religion is the funnest thing to make fun of.”

## Diskografie
Studioalben

| Jahr | Titel Musiklabel                        | Höchstplatzierung, Gesamtwochen, AuszeichnungChartplatzierungen (Jahr, Titel, Musiklabel, Platzierungen, Wochen, Auszeichnungen, Anmerkungen) | Höchstplatzierung, Gesamtwochen, AuszeichnungChartplatzierungen (Jahr, Titel, Musiklabel, Platzierungen, Wochen, Auszeichnungen, Anmerkungen) | Höchstplatzierung, Gesamtwochen, AuszeichnungChartplatzierungen (Jahr, Titel, Musiklabel, Platzierungen, Wochen, Auszeichnungen, Anmerkungen) | Höchstplatzierung, Gesamtwochen, AuszeichnungChartplatzierungen (Jahr, Titel, Musiklabel, Platzierungen, Wochen, Auszeichnungen, Anmerkungen) | Höchstplatzierung, Gesamtwochen, AuszeichnungChartplatzierungen (Jahr, Titel, Musiklabel, Platzierungen, Wochen, Auszeichnungen, Anmerkungen) | Anmerkungen                                                  |
| Jahr | Titel Musiklabel                        | DE | AT | CH | UK | US | Anmerkungen                                                  |
| ---- | --------------------------------------- | --- | --- | --- | --- | --- | ------------------------------------------------------------ |
| 1983 | Show No Mercy Metal Blade               | DE44 a (1 Wo.)DE | — | — | — | — | Erstveröffentlichung: 3. Dezember 1983                       |
| 1985 | Hell Awaits Metal Blade                 | DE41 a (1 Wo.)DE | — | — | — | — | Erstveröffentlichung: 19. April 1985                         |
| 1986 | Reign in Blood Def Jam Recordings       | — | — | — | UK47 Silber · (3 Wo.)UK | US94 Gold · (18 Wo.)US | Erstveröffentlichung: 7. Oktober 1986 Verkäufe: + 560.000    |
| 1988 | South of Heaven Def Jam Recordings      | DE23 (10 Wo.)DE | — | — | UK25 Silber · (4 Wo.)UK | US57 Gold · (19 Wo.)US | Erstveröffentlichung: 5. Juli 1988 Verkäufe: + 610.000       |
| 1990 | Seasons in the Abyss Def American       | DE19 (10 Wo.)DE | AT29 (1 Wo.)AT | — | UK18 (3 Wo.)UK | US40 Gold · (23 Wo.)US | Erstveröffentlichung: 9. Oktober 1990 Verkäufe: + 550.000    |
| 1994 | Divine Intervention American Recordings | DE18 (9 Wo.)DE | AT22 (3 Wo.)AT | CH15 (5 Wo.)CH | UK15 (4 Wo.)UK | US8 Gold · (9 Wo.)US | Erstveröffentlichung: 27. September 1994 Verkäufe: + 550.000 |
| 1996 | Undisputed Attitude American Recordings | DE45 (5 Wo.)DE | AT43 (2 Wo.)AT | — | UK31 (3 Wo.)UK | US34 (5 Wo.)US | Erstveröffentlichung: 28. Mai 1996                           |
| 1998 | Diabolus in Musica American Recordings  | DE32 (6 Wo.)DE | AT40 (6 Wo.)AT | — | UK27 (3 Wo.)UK | US31 (6 Wo.)US | Erstveröffentlichung: 9. Juni 1998                           |
| 2001 | God Hates Us All American Recordings    | DE9 (5 Wo.)DE | AT31 (4 Wo.)AT | CH44 (3 Wo.)CH | UK31 (2 Wo.)UK | US28 (6 Wo.)US | Erstveröffentlichung: 11. September 2001                     |
| 2006 | Christ Illusion American Recordings     | DE2 (7 Wo.)DE | AT6 (7 Wo.)AT | CH11 (6 Wo.)CH | UK23 (3 Wo.)UK | US5 (6 Wo.)US | Erstveröffentlichung: 8. August 2006                         |
| 2009 | World Painted Blood American Recordings | DE7 (4 Wo.)DE | AT13 (3 Wo.)AT | CH14 (3 Wo.)CH | UK41 (1 Wo.)UK | US12 (5 Wo.)US | Erstveröffentlichung: 30. Oktober 2009 Verkäufe: + 10.000    |
| 2015 | Repentless Nuclear Blast                | DE1 (12 Wo.)DE | AT6 (5 Wo.)AT | CH3 (7 Wo.)CH | UK11 (3 Wo.)UK | US4 (4 Wo.)US | Erstveröffentlichung: 11. September 2015 Verkäufe: + 10.000  |